# El Sors
El Sors és una masia de Seva (Osona) inclosa a l'Inventari del Patrimoni Arquitectònic de Catalunya.

## Descripció
Gran edificació de la qual crida l'atenció la diversitat d' estils, fruit de les diferents etapes d'edificació. L'edifici antic, conserva alguns elements com un portal adovellat, un finestral romànic i diferents finestrals geminats gòtics; la teulada d'aquest edifici és a dues vessants. L'edifici principal en l'actualitat és una construcció adossada a la façana lateral dreta de l'anterior i que està format per dues torres octogonals a banda i a banda d'un edifici rectangular. Grans jardins.

## Història
El mas Sors el trobem esmentat en el Cens General de Catalunya del 1626, i en trobem el Nomenclàtor de la província de Barcelona del 1860.